# Бейца (Клуж)
Бейца (рум. Băița) — село у повіті Клуж в Румунії. Адміністративно підпорядковане місту Герла.
Село розташоване на відстані 336 км на північний захід від Бухареста, 34 км на північний схід від Клуж-Напоки.

## Населення
За даними перепису населення 2002 року у селі проживали 453 особи.
Національний склад населення села:
| Національність | Кількість осіб | Відсоток |
| -------------- | -------------- | -------- |
| румуни         | 314            | 69,3%    |
| угорці         | 138            | 30,5%    |

Рідною мовою назвали:
| Мова      | Кількість осіб | Відсоток |
| --------- | -------------- | -------- |
| румунська | 314            | 69,3%    |
| угорська  | 138            | 30,5%    |